# Мадре де Диос (регион)
Ма̀дре де Дѝос (на испански: Madre de Dios) е един от 25-те региона на южноамериканската държава Перу. Разположен е в югоизточната част на страната. Столицата му е град Пуерто Малдонадо. Мадре де Диос е с площ от 85 300,54 км². Регионът има население от 141 070 жители (по преброяване от октомври 2017 г.).

## Провинции
Мадре де Диос е разделен на 3 провинции, които са съставени от 11 района. Някои от провинциите са:
1. Ману
2. Тамбопата